# Ленинское (Тарановский район)
Ленинское (каз. Ленин) — упразднённое село в Тарановском районе Костанайской области Казахстана. Входило в состав Новоильиновского сельского округа. Исключено из учётных данных в 2017 г. Код КАТО — 396459580.

## Население
В 1999 году население села составляло 84 человека (50 мужчин и 34 женщины). По данным переписи 2009 года, в селе проживало 28 человек (17 мужчин и 11 женщин).